# إريك (لاعب كرة قدم)
إريك هو لاعب كرة قدم برازيلي في مركز الوسط، ولد في 14 نوفمبر 1997 في نوفا ليما في البرازيل. لعب مع أتلتيكو باراناينسي.

## وصلات خارجية
- إريك على موقع قاعدة بيانات كرة القدم.إي يو (الإنجليزية)
- إريك على موقع Soccerway.com (الإنجليزية)